# Gabriel Chapecó
Gabriel Chapecó, pseudonimo di Gabriel Hamester Grando (Chapecó, 29 marzo 2000), è un calciatore brasiliano, portiere del Grêmio.

## Carriera

### Club
Cresciuto nel settore giovanile del Grêmio, debutta in prima squadra il 21 maggio 2021 in occasione del match di Coppa Sudamericana vinto 6-2 contro l'Aragua.

### Nazionale
Il 29 ottobre 2021 viene convocato per la prima volta in nazionale maggiore.

## Statistiche

### Presenze e reti nei club
Statistiche aggiornate al 14 luglio 2021.
| Stagione        | Squadra         | Campionato      | Campionato | Campionato | Coppe nazionali | Coppe nazionali | Coppe nazionali | Coppe continentali | Coppe continentali | Coppe continentali | Altre coppe | Altre coppe | Altre coppe | Totale | Totale |
| Stagione        | Squadra         | Comp            | Pres       | Reti       | Comp            | Pres            | Reti            | Comp               | Pres               | Reti               | Comp        | Pres        | Reti        | Pres   | Reti   |
| --------------- | --------------- | --------------- | ---------- | ---------- | --------------- | --------------- | --------------- | ------------------ | ------------------ | ------------------ | ----------- | ----------- | ----------- | ------ | ------ |
| 2021            | Grêmio          | PD/RS+A         | 0+4        | 0;-4       | CB              | 0               | 0               | CL+CS              | 0+3                | 0;-2               |             | -           | -           | 7      | -6     |
| Totale carriera | Totale carriera | Totale carriera | 4          | -4         |                 | 0               | 0               |                    | 3                  | -2                 |             | -           | -           | 7      | -6     |

## Palmarès

### Club

#### Competizioni statali
- Campionato Gaúcho: 3

Grêmio: 2022, 2023, 2024